# Антоніо Альварес
Антоніо Альварес Хіральдес (ісп. Antonio Álvarez Giráldez; нар. 10 квітня 1955, Марчена) — іспанський футболіст, що грав на позиції захисника. По завершенні ігрової кар'єри — тренер.
Виступав, зокрема, за клуб «Севілья», в якому згодом працював на тренерських і адміністративних позиціях.
Володар Кубка Іспанії (як тренер).

## Ігрова кар'єра
Народився 10 квітня 1955 року в місті Марчена. Вихованець футбольної школи «Севільї». З 1973 року грав за команду дублерів «Севілья Атлетіко», в якій провів два сезони. З 1975 року почав залучатися до складу основної команди «Севільї». Відіграв за клуб з Севільї наступні тринадцять сезонів своєї ігрової кар'єри. Більшість часу, проведеного у складі «Севільї», був основним гравцем захисту команди.
Протягом 1988—1992 років захищав кольори команди «Малаги».
Завершив професійну ігрову кар'єру у клубі «Гранада», за команду якого виступав протягом 1992—1995 років.

## Кар'єра тренера
Розпочав тренерську кар'єру, повернувшись до футболу після невеликої перерви, 2000 року, увійшовши до тренерського штабу клубу «Севілья» як асистент головного тренера. Після роботи на цій позиції протягом дев'яти років 2008 року став спортивним директором клубу.
У березні 2010 року був призначений головним тренером «Севільї». Керував командою під час заключних десяти ігор сезону в чемпіонаті Іспанії, а також у фінальній грі Кубка Іспанії 2010, в якому севільці з рахунком 2:0 здолали мадридський «Атлетіко» і стали таким чином володарями тогорічного Кубка Іспанії. Був звільнений наприкінці вересня того ж 2010 року після невдалого старту сезону.

## Титули і досягнення

### Як тренера
- Володар Кубка Іспанії (1):

«Севілья»: 2009–2010